# チョウセンカマキリ
チョウセンカマキリ（朝鮮蟷螂、学名：Tenodera angustipennis）は、カマキリ目カマキリ科の昆虫。単にカマキリともよばれる。

## 特徴
体長オス65 - 80mm、メス70 - 90mm。オオカマキリによく似ているが、やや小さい。前基節基部間は橙赤色。後翅の前縁部と中央位置に濃褐色短条が並ぶ。また、顔つきに若干の差異がある。

卵は、オオカマキリと比べると細長く、小さい。

## 分布
日本（本州（主に岩手県以南）、四国、九州、対馬、沖縄本島）、朝鮮半島、中国。